# Nathaniel Prentice Banks
Nathaniel Prentice (ou Prentiss) Banks (Waltham, Massachusetts, 30 de janeiro de 1816 — Waltham, 1 de setembro de 1894) foi um político e militar americano, o vigésimo quarto Governador de Massachusetts, Presidente da Câmara dos Representantes e general da União durante a Guerra Civil Americana.

## Juventude
Banks nasceu em Waltham, Massachusetts, o primeiro filho de Nathaniel P. Banks, Sr., e Rebecca Greenwood Banks. Recebeu apenas uma educação escolar comum e em uma idade precoce começou a trabalhar em uma tecelagem local levando bobinas para as mulheres nos teares quando chamado por elas; ao longo de sua vida, ficou conhecido pelo apelido bem humorado de "Bobbin Boy Banks" (Menino Bobina Banks). Posteriormente, foi aprendiz de mecânico ao lado de Elias Howe; editou por um curto período vários jornais semanais; estudou Direito com seu mentor político Robert Rantoul e se formou advogado aos vinte e três anos de idade. Sua energia e habilidade como orador público logo lhe deram grande destaque. Sua voz forte, clara e seu estilo oracular empregado nos discursos fizeram dele uma presença imponente diante de uma plateia. Em 11 de abril de 1847, em Providence, Rhode Island, se casou com Mary Theodosia Palmer, uma ex-empregada de fábrica, depois de um namoro longo.

## Carreira política

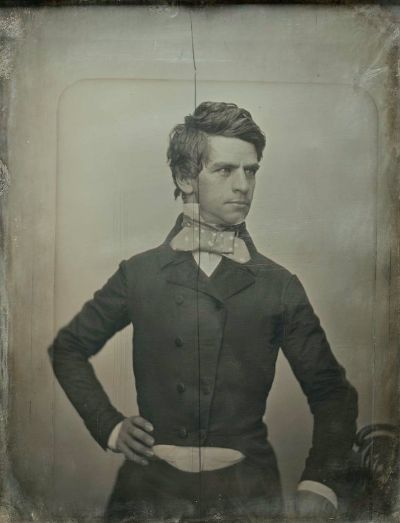
Banks em sua juventude

Banks foi eleito como democrata para a Câmara dos Representantes de Massachusetts de 1849 a 1853, e foi presidente dessa Câmara em 1851 e 1852. Foi presidente estadual da Convenção Constitucional de 1853, e no mesmo ano foi eleito para a Câmara dos Representantes dos Estados Unidos como candidato da coalizão dos democratas e free-soilers. Em 1854, foi reeleito como um Know Nothing.
Na abertura do Trigésimo Quarto Congresso, os representantes dos vários partidos contrários à disseminação da escravidão, gradualmente se uniram em apoio a Banks para o cargo de presidente da Câmara, e depois da mais longa e uma das mais concorridas disputas para o cargo, que durou de 3 de dezembro de 1855 a 2 de fevereiro de 1856, Banks foi escolhido na 133ª votação. Isto foi considerado a primeira vitória nacional do Partido Republicano. Ele deu pela primeira vez aos anti-escravagistas postos importantes no Congresso, e colaborou com as investigações dos conflitos no Kansas e no atentado ao senador Charles Sumner. Contudo, deixou também um legado de justiça em suas nomeações e decisões. Desempenhou papel fundamental em 1856 na apresentação de John Charles Frémont como candidato à presidência dos republicanos moderados. Como parte deste processo, Banks recusou, como pré-arranjado, a indicação presidencial dos know-nothings, contrários à propagação da escravidão, em favor do republicano Frémont. Nos anos seguintes, Banks foi apoiado por uma coalizão de know-nothings e republicanos em Massachusetts. O seu interesse pela agenda legislativa dos know-nothings foi mínima, apoiando apenas algumas normas mais rigorosas para votação.
Reeleito em 1856 como republicano, renunciou à sua cadeira em dezembro de 1857, e foi governador de Massachusetts de 1858 a 1860, durante um período de dificuldades financeiras do governo ocasionadas pela depressão daqueles anos. Fez uma séria tentativa para ser indicado candidato dos republicanos à presidência em 1860, mas a discórdia dentro do seu partido em Massachusetts, uma estadia em um "seguro" estado republicano, e seu passado know-nothings reduziram suas chances. Foi então, por um breve tempo, diretor residente em Chicago, Illinois, da Illinois Central Railroad, contratado principalmente para promover a venda das extensas terras da ferrovia.

## Guerra Civil
Quando a Guerra Civil se tornou iminente, o presidente Abraham Lincoln indicou Banks para um posto no gabinete, e, mais tarde, escolheu-o como um dos primeiros major-generais de voluntários, nomeando-o em 16 de maio de 1861. A percepção de que a milícia de Massachusetts era bem organizada e armada no início da Guerra Civil provavelmente pesou na decisão da nomeação, uma vez que Banks foi também cogitado para quartel-mestre-general. Banks inicialmente foi rejeitado por muitos generais graduados na Academia Militar dos Estados Unidos, mas Banks trouxe benefícios políticos para a administração, incluindo a capacidade de atrair recrutas e dinheiro para a causa Federal.

### Primeiro comando
Banks primeiro exerceu comando em Annapolis, Maryland, reprimindo o apoio à Confederação em um estado escravista que estava em risco de secessão. Em seguida, foi enviado para comandar a região a montante do rio Potomac, quando o general de brigada Robert Patterson fracassou em sua missão nessa área.

### A Campanha do Vale do Shenandoah
Quando o major-general George B. McClellan deu início à sua Campanha da península na primavera de 1862, a importante tarefa de manter as forças confederadas de Stonewall Jackson no vale do Shenandoah reforçando as defesas de Richmond, Virgínia, caiu para as duas divisões comandadas por Banks. Quando os homens de Banks alcançaram a parte sul do vale, no final de uma difícil linha de suprimentos, o presidente mandou-os para Strasburg, no extremo norte. Jackson, então, dirigiu-se rapidamente para o sul em direção ao adjacente vale Luray, fazendo com que os homens de Banks recuassem para Winchester, em 25 de maio, e ao norte do rio Potomac. A campanha de Jackson de manobras e ataques relâmpagos contra as forças superiores no vale - sob o comando de Banks e de outros generais da União - humilhou o Norte e fez dele um dos generais mais famosos da história americana.
Em 9 de agosto, Banks novamente se encontrou com Jackson em Cedar Mountain, no condado de Culpeper, Virgínia, e atacou-o para abrir vantagem. Mas um contra-ataque confederado liderado por Ambrose Powell Hill rechaçou os comandados de Banks e ganhou o dia. A chegada ao final do dia de reforços da União, sob o comando do major-general John Pope, bem como o restante dos homens de Jackson, resultou em um confronto que durou dois dias. Os jornais nortistas publicaram versões lisonjeiras do desempenho de Banks, enquanto que os jornais sulistas consideraram a batalha uma vitória do sul.

### O Exército do Golfo

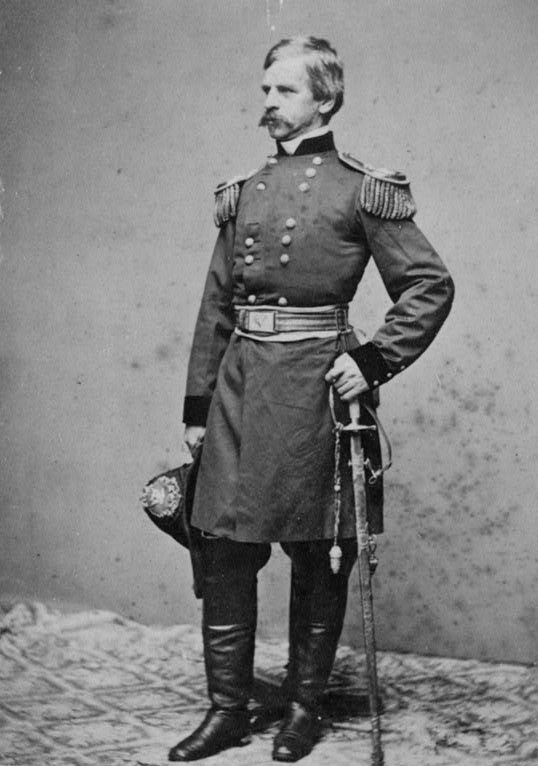
General Nathaniel P. Banks

Banks em seguida recebeu o comando das forças de defesa em Washington. Em novembro de 1862, foi convidado a organizar uma força de trinta mil novos recrutas, alistados em Nova Iorque e Nova Inglaterra. Como um ex-governador de Massachusetts, estava politicamente ligado aos governadores desses estados, e o esforço de recrutamento foi bem sucedido. Em dezembro, partiu de navio de Nova Iorque com esta grande força de novos recrutas para substituir o major-general Benjamin Butler em Nova Orleães, Louisiana, como comandante do Departamento do Golfo.
De acordo com o historiador John D. Winters da Louisiana Tech University em The Civil War in Louisiana (1963), "Butler odiava Banks e tinha ciúmes de seu sucesso político e sua 'reputação de ser o melhor general selecionado da vida civil.'" Contudo, Butler, "engolindo sua pílula amarga com uma demonstração de boa vontade" recepcionou Banks em Nova Orleães e informou-lhe sobre os assuntos civis e militares de importância. Gideon Welles, secretário da Marinha, duvidou da sabedoria de substituir Butler [um ex-governador de Massachusetts] por Banks. De acordo com o historiador Winters, "a opinião de Welles sobre a capacidade militar dos dois homens era muito baixa, mas ele não questionava as habilidades de Butler como um "magistrado policial" encarregado de assuntos civis. Ele achava que Banks não tinha "a energia, a força, ou a capacidade de Butler'. Ele tinha 'algumas qualidades para a administração civil', mas era menos imprudente e sem escrúpulos' e provavelmente não seria capaz de manter o povo sob uma suficiente rédea curta", uma vez colocados sob o controle da União.
A senhora Banks juntou-se ao marido em Nova Orleães e promoveu jantares luxuosos para arrecadar fundos para os soldados da União e suas famílias. Em 12 de abril de 1864, ela interpretou o papel da "Deusa da Liberdade" cercada por todos os estados do país reunificado. Ela não sabia, porém, do destino infeliz que seu marido tivera na batalha de Mansfield três dias antes. Em 4 julho de 1864, no entanto, Nova Orleães tinha se recuperado da Campanha do Rio Vermelho para realizar outro concerto grandioso exaltando a União.
Banks emitiu ordens para seus homens proibindo a pilhagem, mas as tropas indisciplinadas optaram por desobedecê-las, especialmente quando perto de uma plantação próspera. Um soldado da 114ª de Nova Iorque, escreveu: "Os homens logo aprenderam o hábito pernicioso de disfarçadamente abandonar as suas posições nas fileiras quando próximos a casa de um plantador. ... Muitas vezes um soldado pode ser encontrado com tamanho grau de destrutividade, que a punição mais severa não pode impedi-lo de se regalar com a quebra de espelhos, pianos, e de móveis mais caros. Homens com tal disposição irresponsável são frequentemente culpados das mais horríveis profanações."
Sob as ordens de subir o rio Mississippi para unir forças com Ulysses S. Grant, que tentava capturar Vicksburg, Banks primeiro expulsou uma força confederada do rio Bayou Teche e dirigiu-se para Alexandria, transportando escravos, algodão e gado de uma rica área agrícola.

### Cerco de Port Hudson
Quando os confederados reduziram sua guarnição em Port Hudson, Louisiana, às margens do rio Mississippi, Banks investiu contra aquela cidade em maio de 1863. As duas tentativas para realizar a conquista da cidade durante o Cerco de Port Hudson, assim como em Vicksburg, acabaram em fracasso. Com a permissão de Banks, em Port Hudson, foi pela primeira vez utilizado soldados afro-americanos em uma importante batalha da Guerra Civil. Com pouca comida e munições, a guarnição rendeu-se em 9 de julho de 1863, após receber a notícia de que Vicksburg havia caído. Todo o rio Mississippi estava, então, sob controle da União.
No outono de 1863, Banks organizou duas expedições marítimas para o Texas, com a finalidade principal de prevenir que os franceses no México pudessem ajudar os confederados ou ocupar o Texas, e acabou por garantir a posse da região próxima à foz do rio Grande e das ilhas texanas.

### Campanha do Rio Vermelho
A Campanha do Rio Vermelho, março-maio de 1864, foi considerada uma distração estratégica por seu superior, Ulysses S. Grant, que queria que Banks fosse para o leste a fim de capturar Mobile, Alabama, como parte de uma série coordenada de ofensivas na primavera de 1864. Banks em 1863 havia discordado do plano do Rio Vermelho, na esperança de que fossem realizadas expedições marítimas para capturar a área de Galveston e Mobile, mas o movimento Rio Vermelho foi continuamente promovido pelo Chefe do Estado Maior Henry Wager Halleck para ser realizado por Banks. Quando os preparativos para a expedição Rio Vermelho de 1864 estavam muito avançados Halleck escreveu para Banks afirmando que retiraria qualquer sugestão de ação caso recebesse de um dos oficiais sob o comando de Banks com treinamento em West Point, um relatório detalhado contrário à operação. Halleck continuamente relatava a Banks, que outros principais comandantes eram favoráveis à expedição. Não há nenhuma evidência de que Halleck tenha entregado qualquer relatório contrário sobre Rio Vermelho para Grant, que estava sendo solicitado para supervisionar as operações no momento. Halleck começou referindo-se à expedição do Rio Vermelho, como um plano de Banks, um comportamento padrão estabelecido para desviar a responsabilidade.
O exército de Banks foi derrotado na batalha de Mansfield pelo general Richard Taylor (filho do ex-presidente Zachary Taylor) e recuou vinte milhas para se preparar para um novo confronto nos próximos dia na batalha de Pleasant Hill. Eles continuaram recuando até Alexandria, onde se juntaram com parte da força naval federal. Aquela força naval, sob o comando de David Dixon Porter, se juntou à campanha do Rio Vermelho para apoiar o exército e para assumir o controle sobre o algodão da região, que havia se tornado um prêmio lucrativo da guerra, e Banks permitiu que ricos especuladores viessem para colher o algodão. Adicionado à mistura estava uma força cooperando incapaz de chegar por terra de Arkansas, dois corpos ligados pertencentes ao general William Tecumseh Sherman atuando semi-independentes, e os níveis perigosamente baixos das águas do rio que abastecia o exército.
Parte da grande frota de Porter ficou impedida de prosseguir acima das cachoeiras em Alexandria, devido o nível baixo das águas do rio. Banks e outros aprovaram um plano proposto por Joseph Bailey para construir barragens como meio de aumentar o nível do pouco de água existente no canal. Em dez dias, dez mil soldados construíram duas barragens, e conseguiram resgatar a frota de Porter, permitindo que todos pudessem  recuar até o rio Mississippi.
Após a campanha, pouco antes do general Sherman iniciar suas operações contra o Atlanta, Sherman chamou a Campanha do Rio Vermelho de "um maldito erro do começo ao fim".
Banks foi retirado do comando das operações na Louisiana. Em 22 de abril de 1864, Grant enviou um telegrama ao Chefe de Gabinete Halleck pedindo a remoção de Banks.
Os confederados mantiveram o controle sobre a região do rio Vermelho até o final da guerra. Eles finalmente se renderam em junho de 1865, dois meses após Robert E. Lee aceitar a paz na Appomattox Court House, Virgínia.

### Funções administrativas
Enquanto mantinha seu comando administrativo do Exército do Golfo a partir de Nova Orleães, Banks continuou a seguir no outono de 1864 para o norte, onde o presidente Lincoln delegou-lhe fazer lobby durante o inverno para os planos de reconstrução do presidente para a Louisiana. Banks já havia projetado a vitória eleitoral de um governo civil legalista moderado na Louisiana, inaugurado por elaboradas celebrações que ele organizou e financiou. A comissão presidencial secreta de investigação liderada pelos conservadores democratas William Farrar Smith e James T. Brady, no início de 1865, dedicou esforço considerável para tentar provar que Banks tinha ligação com negociações irregulares na região de Nova Orleães. O relatório final da comissão, um tanto unilateral, que especificamente não o acusa de delito, nunca foi divulgado. Mas Banks definitivamente concedeu favores especiais sem compensação aparente para pessoas mais tarde ligadas ao escândalo do Crédit Mobilier e a alguns outros de reputação questionável.

## Carreira pós-guerra

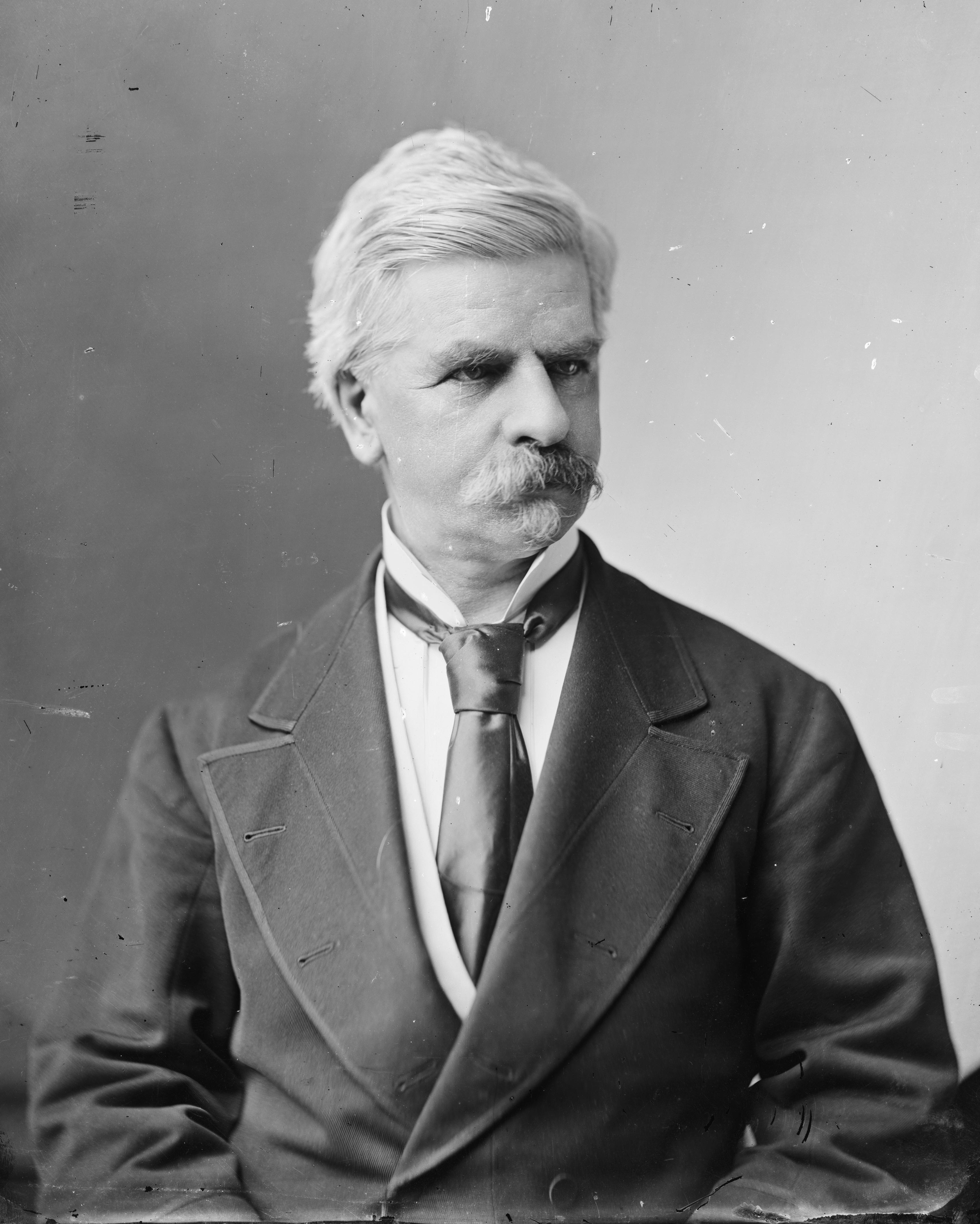
Retrato pós-guerra por Mathew Brady ou Levin Corbin Handy

Em agosto de 1865, Banks foi dispensado do serviço pelo presidente Andrew Johnson, e de 1865 a 1873, foi novamente um representante no Congresso, servindo como presidente da Comissão dos Assuntos Externos e às vezes como presidente do caucus republicano. Desempenhou papel fundamental na aprovação final da legislação sobre a Compra do Alasca, apoiou o direito ao voto feminino e foi um dos primeiros fortes defensores do Destino Manifesto.
Os registros financeiros de Banks sugerem fortemente que tenha recebido uma gratificação de grande porte do ministro russo após a aprovação da legislação do Alasca. Banks queria que os Estados Unidos adquirissem o Canadá e as ilhas do Caribe para reduzir a influência europeia na região. Atuou também no comitê de investigação do escândalo Crédit Mobilier.
A insatisfação com o curso da administração do presidente Ulysses Grant resultou em 1872 na sua adesão à revolta liberal-republicana em apoio a Horace Greeley. Enquanto Banks estava em campanha na região norte em favor de Greeley, um seu oponente conseguiu apoio suficiente em seu distrito de Massachusetts para derrotá-lo como o candidato conjunto dos liberais-republicanos e dos democratas. Banks achou que seu envolvimento com uma ferrovia no Kentucky e outras além desta, compensaria a sua perda política. Mas o Pânico de 1873 arruinou as ferrovias, Banks passou então a realizar palestras e serviu no Senado de Massachusetts.
Em 1874, foi eleito mais uma vez para o Congresso como um independente e serviu os dois mandatos seguintes, novamente como um republicano (1875-1879). Foi membro da comissão de investigação de irregularidades nas eleições de 1876 na Carolina do Sul. Derrotado para mais um mandato, o presidente nomeou-o Aguazis dos Estados Unidos para Massachusetts, cargo que ocupou de 1879 até 1888, quando pela décima vez, foi eleito para o Congresso como um republicano. Neste último mandato Banks sofreu uma significativa deterioração mental, e não mais se recandidatou. Morreu em Waltham, Massachusetts, e está sepultado no cemitério de Grove Hill.
O Forte Banks em Winthrop, Massachusetts, construído no final da década de 1890, recebeu o nome em homenagem a Nathaniel Banks.